# Coca (folclore)

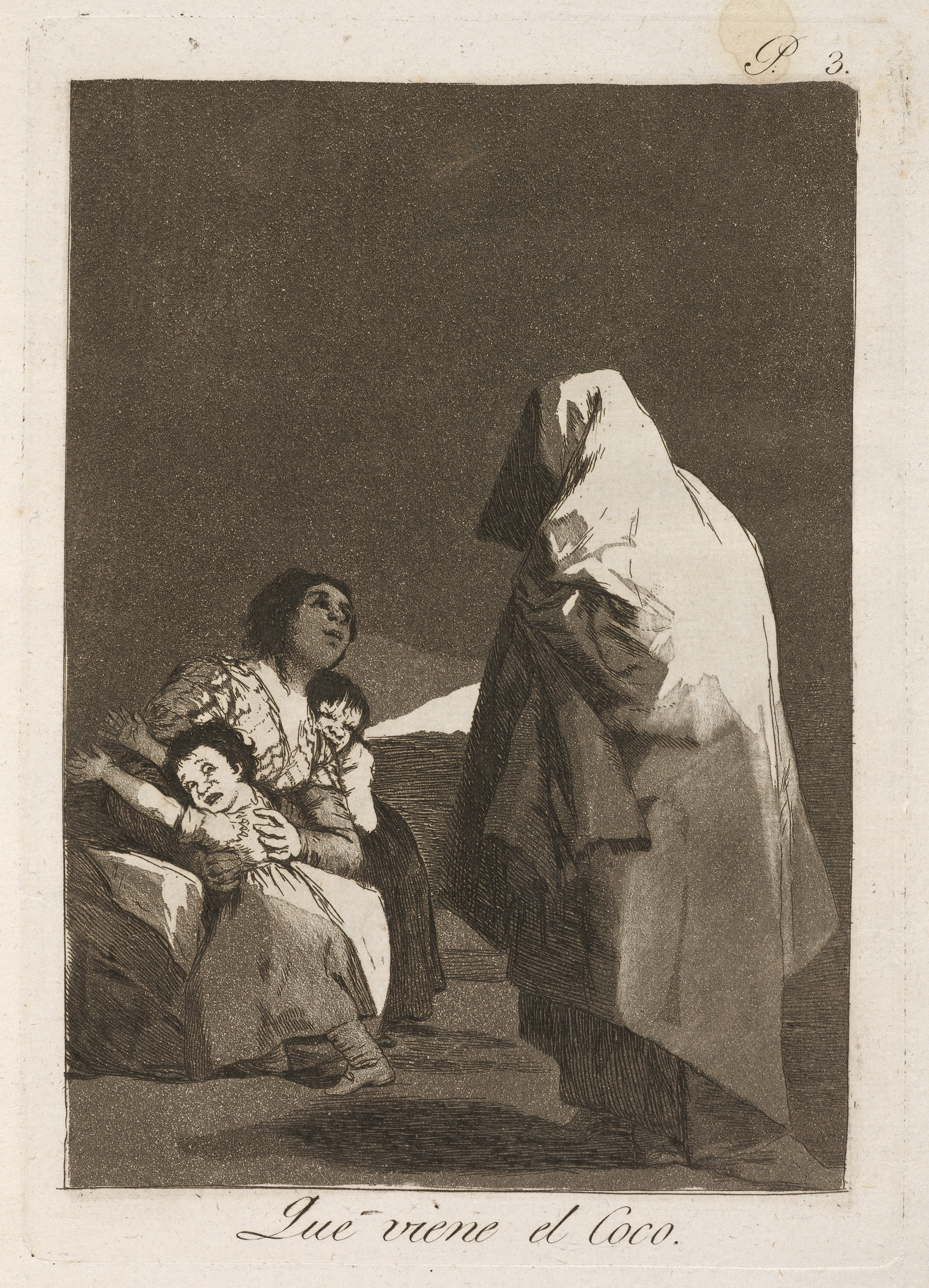
Que Viene el Coco, (1799) de Goya

A coca ou cuca é um ser mítico, uma espécie de fantasma, bruxa ou bicho-papão com que se assustam as crianças. Embora não tenha uma aparência definida, este ser assustador tinha uma representação figurada, a sua cabeça era uma espécie de abóbora ou cabaça da qual saía luz (ou fogo). A representação da coca era feita com uma panela ou abóbora oca em que se faziam três ou quatro buracos, imitando olhos, nariz e boca, e em que se colocava uma luz dentro e deixava-se, durante a noite, num lugar bem escuro para assustar crianças e pessoas que passavam.
A coca é um ser feminino, o equivalente masculino é o coco.

## Etimologia
O mito do Coco teve origem em Portugal e na Galiza. Segundo o dicionário da Real Academia Espanhola, “el coco” (também chamado de “el cuco” na América Latina) teve origem no fantasma português: “(Del port. côco, fantasma que lleva una calabaza vacía, a modo de cabeza). Fantasma con que se mete miedo a los niños”.
A palavra coco é usada em linguagem coloquial para significar a cabeça humana em português e espanhol. Coco também significa crânio. A palavra "cocuruto" em português significa a coroa da cabeça e o lugar mais alto. "Gogo" em basco significa espírito. Na Galiza "crouca" significa cabeça, deriva do proto-celta *krowkā-, e tem a variante "croca"; e quer coco ou coca também significam cabeça. São cognatos o córnico "crogen" que significa crânio, o bretão "krogen ar penn" que significa crânio, e o irlandês "clocan" que também significa crânio.
Na mitologia Calaico-Lusitana Crouga (do proto-celta *krowkā-) é o nome de uma divindade ainda com contornos obscuros,
a quem são feitas oferendas, no entanto na inscrição de Ginzo de Limia é a Crouga que é oferecida.
Nas Ordenaçõe e Leis Extravagantes, "dar coca a alguém"  significa "trazê-lo sujeito e à sua disposição com carícias e afagos, trazê-lo tonto, manso com amavias" 
Coco era o nome do fruto de uma espécie de carvalho. Por sua vez o nome cuca era dado a uma "espécie de bugalho que se cria nos carvalhos e que, quando verde, tem côr avermelhada que faz lembrar a de certas maçãs".(vide maçã-de-cuco). O vocábulo transmontano "cócora" significa 'castanha cozida, que se não descascou parcialmente', e deriva de coco, coca. Em provençal "coca" é o nome que se dá à castanha.

## Lenda
O  nome do coco é usado frequentemente como aviso de um mal iminente nos países de língua castelhana, tal como acontecia em Portugal, quando as crianças desobedecem a seus pais, não querem dormir, não querem comer, ou para as dissuadir de ir para lugares perigosos e de se afastarem de casa. Não é o aspecto do coco mas o que ele faz que assusta a maioria das crianças. O coco é um comedor de criança (um papa-meninos) e um sequestrador. Ele imediatamente devora a criança e não deixa rastro dela ou leva a criança para um lugar sem volta. Mas ele só faz isso às crianças desobedientes. A coca fica a vigiar as crianças mal comportadas do topo do telhado (fica à coca). O coco toma a forma de qualquer sombra escura e fica também de guarda. Eles são atraídos pela desobediência de uma criança. Ambos representam o oposto do anjo da guarda e são frequentemente comparados ao diabo. Há ainda quem veja o coco como a representação dos defuntos da comunidade local.

## Cabeças

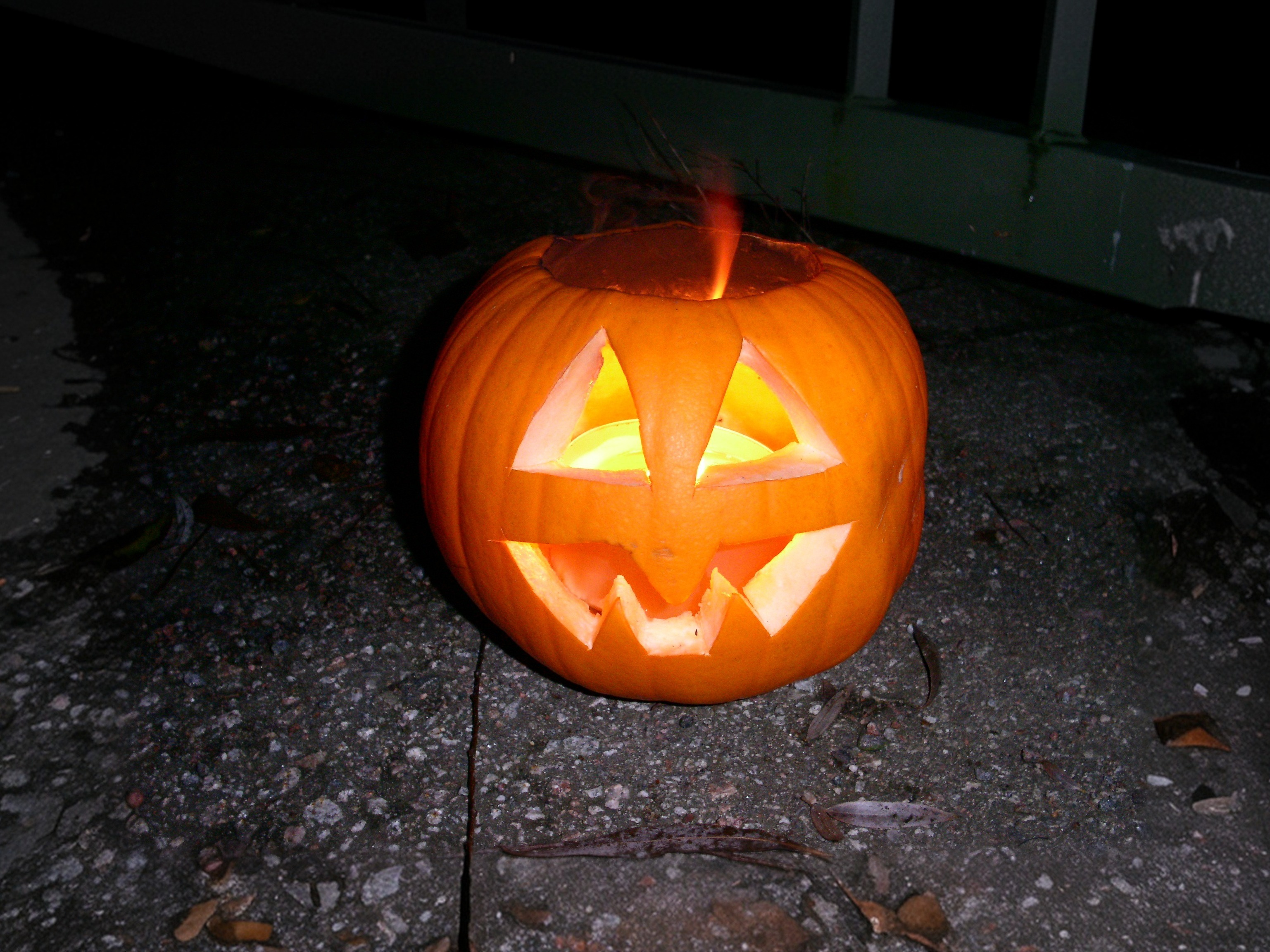
Em Portugal a abobora iluminada é chamada de "coco" ou "coca"

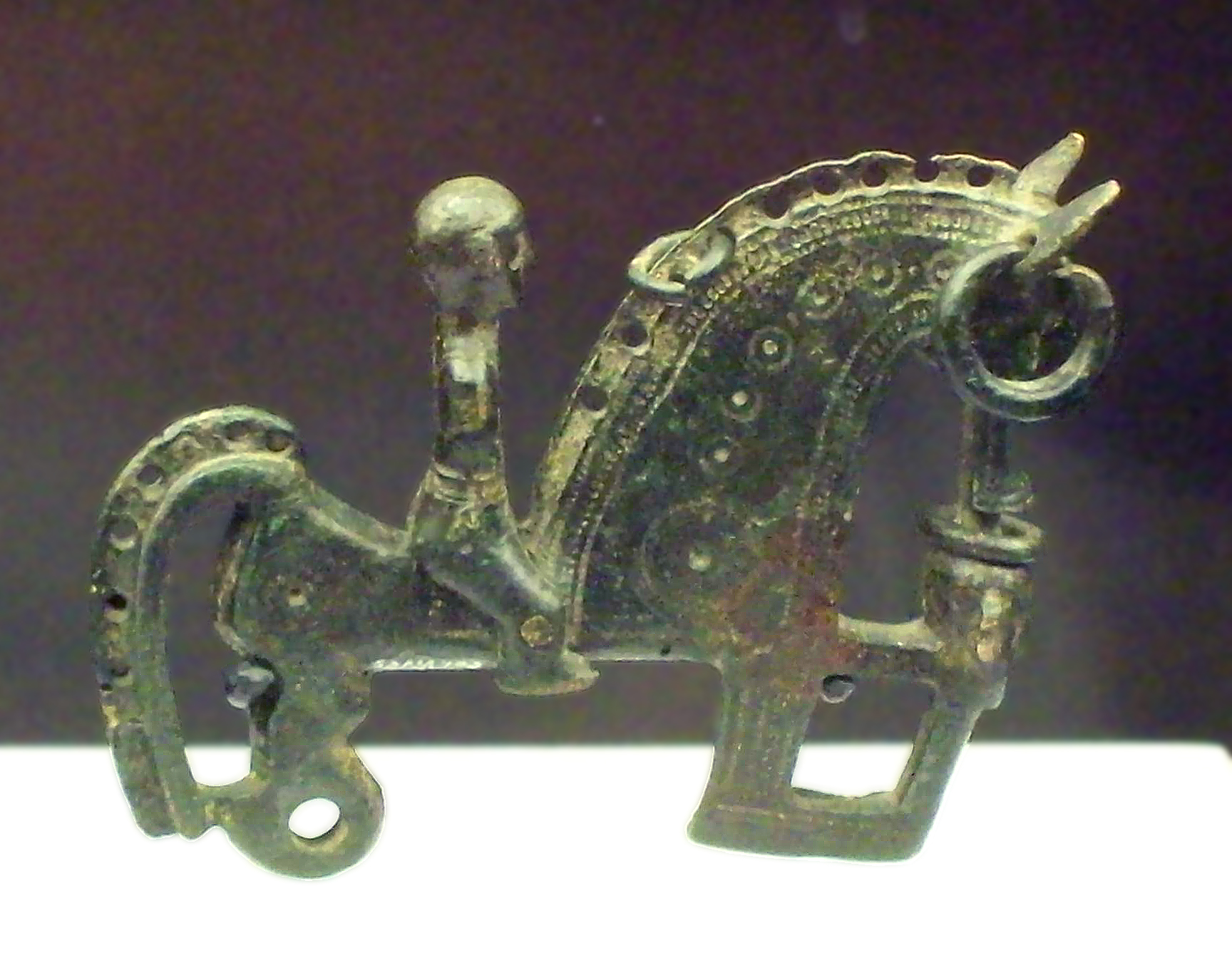
Fíbula celtibera em bronze representa um guerreiro a transportar uma 'cabeça cortada'

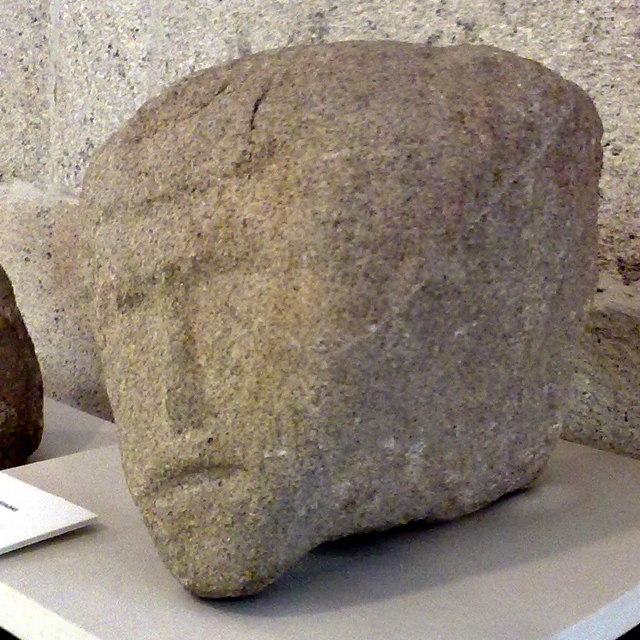
"Cabeça cortada" galaico-lusitana

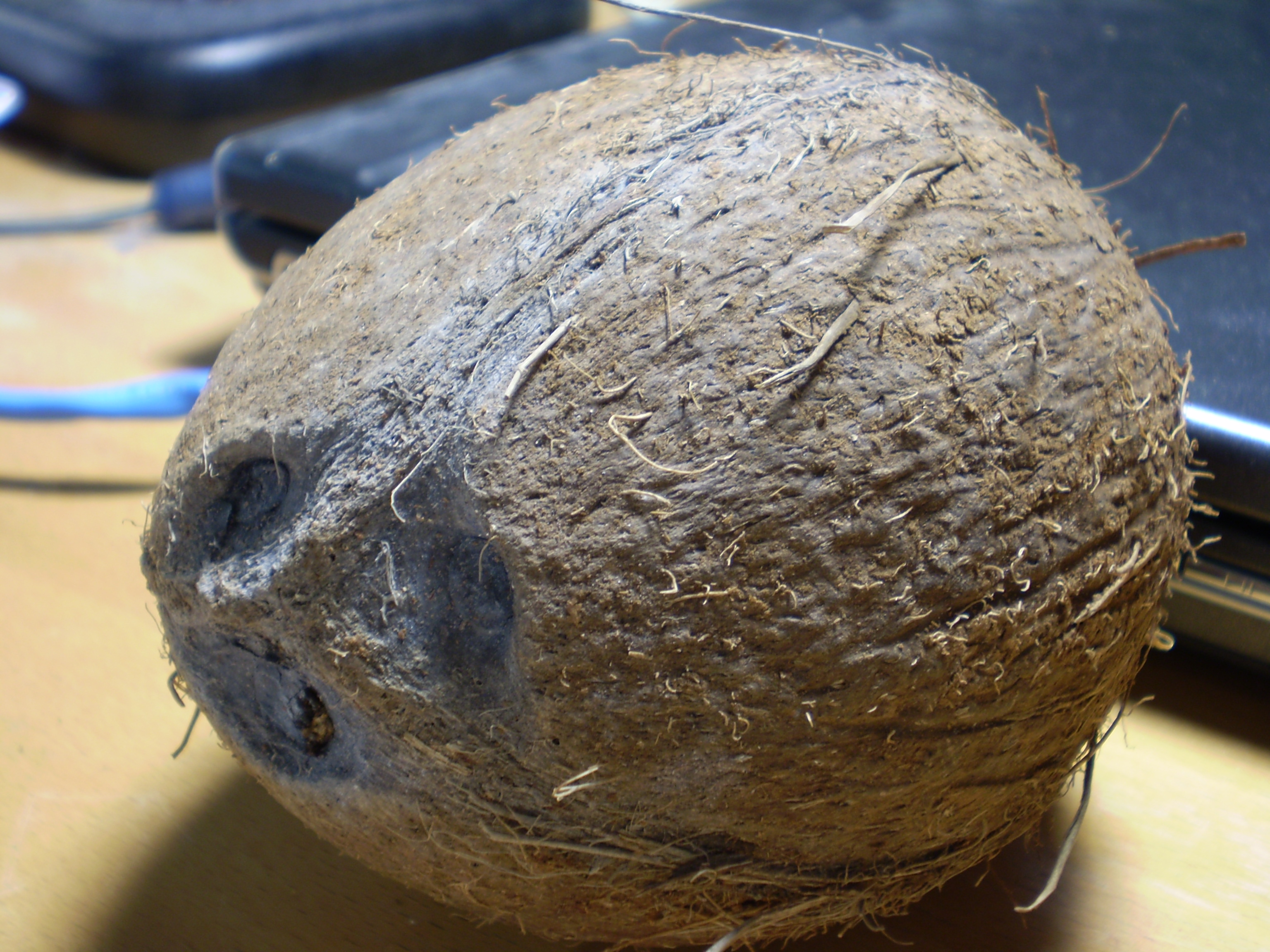
"Os nossos lhe chamaram coco"~João de Barros

No Minho a máscara que se faz com a casca de uma abóbora é chamada de coco. Na antiga Beira Alta era costume os rapazes levarem espetada num pau, como símbolo das almas do outro mundo, uma abóbora esculpida em forma de cara, com uma vela acesa dentro, lembrando uma caveira.
Segundo Rafael Loureiro, a tradição de esculpir abóboras com rostos é uma tradição milenar na Península Ibérica que remonta ao tempo dos celtiberos, um costume parecido ao que Diodoro Sículo atribuía aos guerreiros Iberos na batalha de Selinunte em 469 a.C., que penduravam nas lanças as cabeças dos inimigos.
"O costume outonal e infantil de esvaziar abóboras e talhar na sua casca olhos, nariz e boca buscando uma expressão tétrica, longe de ser uma tradição importada por um recente mimetismo cultural americanizante, é um rasgo cultural antiquíssimo na Península Ibérica" ~ Rafael López Loureiro [in Samain: A Festa das Caveiras]
Esta tradição estaria ainda relacionada com o culto celta das "cabeças cortadas" na Península Ibérica 
Nas Décadas da Ásia (1563), João de Barros descreve como o nome do coco (fruto), teve origem nesta tradição :
“Esta casca per onde aquelle pomo recebe o nutrimento vegetal, que he pelo pé, tem uma maneira aguda, que quer semelhar o nariz posto entre dous olhos redondos, per onde elle lança os grellos, quando quer nascer: por razão da qual figura, sem ser figura , os nossos lhe chamaram coco, nome imposto pelas mulheres a qualquer cousa, com que querem fazer medo ás crianças, o qual nome assi lhe ficou, que ninguem lhe sabe outro, [...]”
Rafael Bluteau, no primeiro dicionário da língua portuguesa o  Vocabulario Portuguez e Latino (1712) define o coco e a coca como caveiras:
“O Coco ou a Coca. Usamos destas palavras, para pôr medo aos meninos, porque a segunda casca do Coco tem na sua superfície três buracos com feição de caveira.“
Na primeira metade do século XX a coca era parte integrante de festejos como o do Dia de Finados ou o peditório ritual do Pão-por-Deus. O Pão-por-Deus, já mencionado no século XV, é um peditório ritual feito por crianças, embora antigamente participassem também os pobres, feito com o fim de  partilhar o pão ou guloseimas com as alminhas queridas, os defuntos da comunidade, que eram aguardados ansiosamente e chegavam de noite em forma de borboletas ou pequenos animais. Conforme a região, este peditorio assume diferentes nomes:  santoro ou santorinho, dia dos bolinhos, fieis de Deus, já na Galiza o peditório tem o nome de migalho (migallo).
"Nesta mesma cidade de Coimbra, onde hoje nos encontramos, é costume andarem grupos de crianças pelas ruas, nos dias 31 de Outubro e 1 e 2 de Novembro, ao cair da noite, com uma abóbora oca e com buracos recortados a fazer de olhos, nariz e boca, como se fosse uma caveira, e com um coto de vela aceso por dentro, para lhe dar um ar mais macabro."
"Em Coimbra o peditório menciona «Bolinhos, bolinhós», e o grupo traz uma abóbora esvaziada com dois buracos a figurarem os olhos de um personagem e uma vela acesa dentro[...]outro exemplo da utilização da abóbora ou cabaço como figuração humana, nas máscaras dos embuçados das esfolhadas de Santo Tirso de Prazins (Guimaräes), que depois, estes passeiam, alçadas num pau e com uma vela dentro, e deixam espetados em qualquer sitio mais ermo, para meterem medo a quem passa." 
Os embuçados ou serandeiros das desfolhadas são rapazes mascarados, cobertos com um cobertor, lençol ou capa encapuzada, trazem uma "racha", pau de marmeleiro ou de lódão da sua altura numa mão, na outra trazem raminhos de manjerico ou maçãs que dão a cheirar ou fazem cocegas nas bochechas dos presentes, e às vezes, por travessura, trazem urtigas. Quando uma rapariga reconhece quem é o serandeiro ou se reconhece o seu namorado joga-lhe a maçã que ela tinha trazido de casa. Os serandeiros representam os espíritos dos mortos, os espíritos da natureza.
"Em Landim (Famalicão) fingia-se, para amedrontar a gente das esfolhadas, um rosto humano com um cabaço ôco onde se metia uma vela a arder. A seguir espetava-se o cabaço num espeque, e deixava-se num ponto de passagem."
Na Galiza  começava-se a talhar as cabaças com cara de caveiras perto do dia de São Miguel (21 de Setembro), e continuava-se pelo  outono dentro. Toda a estação do outono era tempo de fazer caveiras com as cabaças.
As cabeças teriam poderes protectores, protegiam as pessoas ou comunidades. Teriam também poderes divinatórios ou
proféticos e de cura. Os locais de exibição das cabeças cortadas, da Idade do Ferro, situavam-se dentro e fora dos edifícios, notando-se uma  preferência por locais públicos, de trânsito e locais altos acima do nível de circulação das pessoas (ruas, varandas ou entradas de edifícios, paredes e pilares), sempre com uma preferencia pelos locais mais visíveis.
A representação da coca, com uma abóbora iluminada, faz parte do património imaterial galego-português. Na Galiza é tema na festa das caliveras, ou samaín, e assume vários nomes: calacús, caveiras de melón, calabazotes, colondros etc.
Os rituais em torno da Nossa Senhora da Cabeça, em Portugal, incluem a oferta de ex-votos com a forma de cabeças de cera, rezar a Avé Maria com uma estátua da Nossa Senhora em cima da cabeça, e rezar com a cabeça dentro de um buraco aberto na parede da capela.
A capela de Nossa Senhora das Cabeças localizada a 50 m NW das ruínas do templo romano de Nossa Senhora das Cabeças (Orjais, Covilhã) evidencia uma continuidade no uso de um espaço sagrado que passou de uma área de culto pagão para a de um culto cristão e que continuou a ser um local culto nos séculos seguintes até ao dia de hoje. De acordo com Pedro Carvalho os achados pré-romanos e a localização invulgar das ruínas romanas dentro das muralhas de um castro do século VIII a.c. sugerem a possibilidade de o local ter sido inicialmente de um culto pré-romano. Em Mileu, a capela de nossa Senhora das Cabeças tem  cabeças humanas, uma cabeça com gorro, e cabeças de lobo como motivos decorativos. Na aldeia de Ponte, freguesia de Mouçós, num monte que dá para o Rio Corgo, há uma capelinha chamada de Santo Cabeço que a lenda diz ter sido construída pelos Mouros. Na parede voltada para o sul tem uma cavidade redonda onde os Mouros metiam a cabeça para ouvir o mar. O povo local tem também o costume de colocar a cabeça no buraco: uns para ouvirem o sussurro semelhante ao das ondas, outros para aliviarem as dores de cabeça.
Prudêncio e Martinho de Braga afirmavam que os habitantes da Hispânia veneravam pedras e árvores sagradas.
Para além das tradicionais abóboras, fazem-se as lanternas com buracos a figurarem um rosto com panelas velhas furadas, com melões, e com caixas de sapato.

## Animais míticos

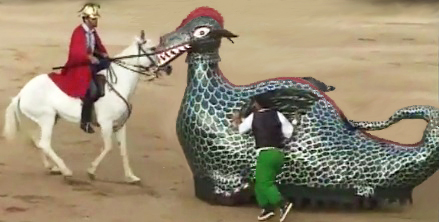
"Festa da Coca" durante a celebração do Corpus Christi em Monção, Portugal

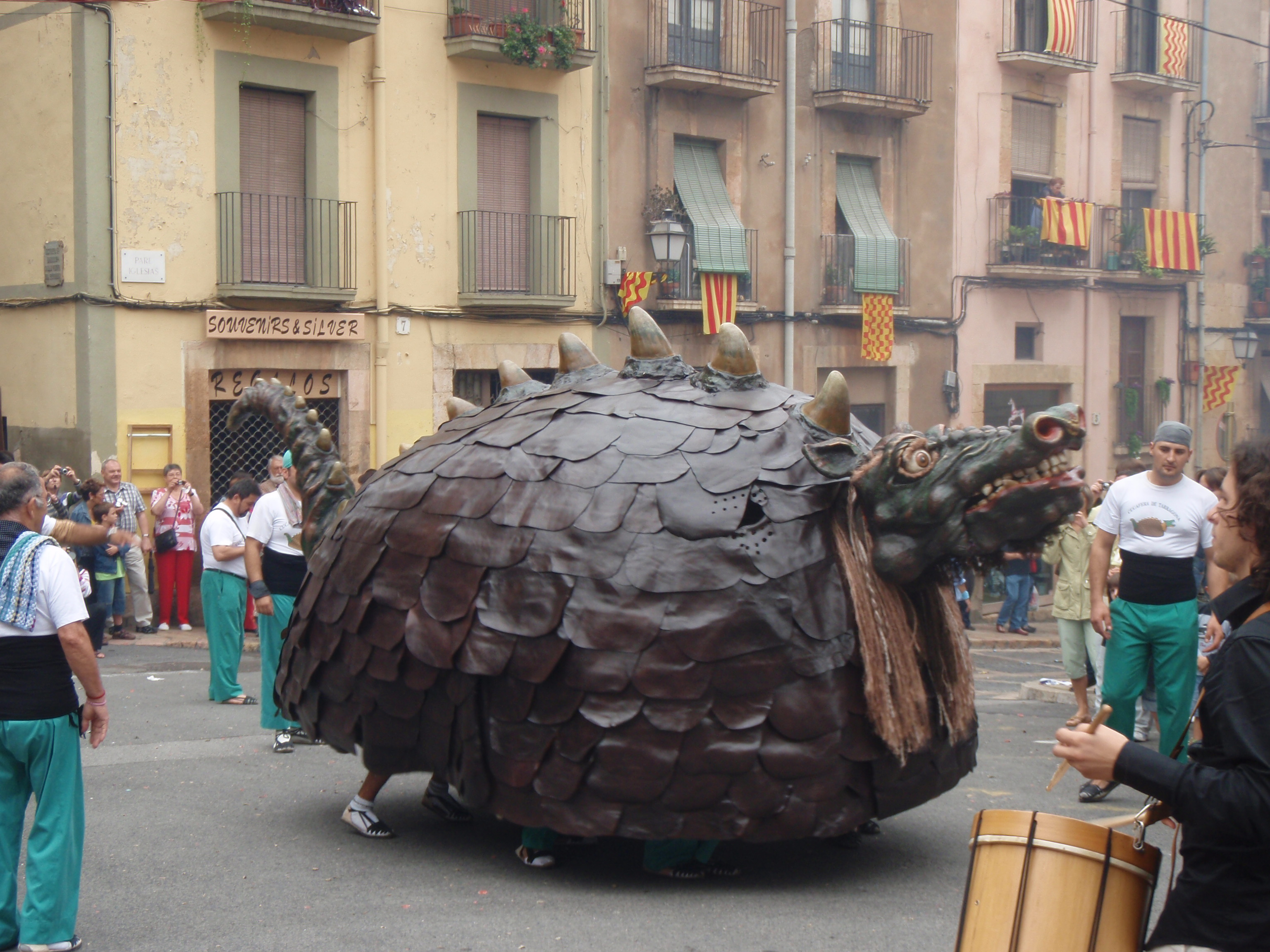
A Cucafera durante a "Festa Major de Santa Tecla" em Tarragona, Espanha

A mais antiga referência à Coca surge no Livro 3 de Doações de D. Afonso III, ano de C. de 1274:
"E se per ventura algua Balea ou Baleato ou serea ou coca ou Roaz ou Musaranha ou outro pescado grande que semelhe algun destes morrer em Sesimbra ou em Silves ou em outros lugares da Ordin de El Rey.[]"
No norte de Portugal, a coca é representada por um dragão com escamas. Na vila de Monção, conhecida como a terra da "coca", ela é chamada de "santa coca", (numa alusão à santa irlandesa), ou "coca rabixa". Na festa da coca do dia do Corpus Christi a coca é o dragão que luta com São Jorge na representação da lenda de São Jorge e o dragão. Há referências à Festa da Coca desde o século XVI.
"A tal Coca é um monstro em figura de dragão. É de arcos, cobertos de lona, e rodas por baixo, sobre as quais marcha e contra marcha. Tem asas, pontas, e uma grande cauda retorcida. A boca é de molas, e, para que se abra e feche, atam-lhe uma corda porque puxam atrás os homens que fazem andar o dragão para meter medo ao cavalo. Esta luta de São Jorge com a santa Coca é a que mais embasbaca o povo."
Segundo a lenda , quando o cavaleiro ganha o torneio, ao cortar a uma das suas orelhas com brinco e a língua, o ano agrícola será fértil; quando é a Coca que vence, assustando o cavalo, o ano agrícola será mau e haverá fome.
Na Galiza ainda há duas cocas, uma em Betanzos a outra em  Redondela onde se celebra o dia da Coca  durante o Corpus Christi. Conta a lenda que o dragão chegou pelo mar e devorava as jovens da vila mas acabou por ser morto em combate  pelos rapazes da terra. Em Monção, a lenda conta que ela vive no rio Minho; em Redondela ela vive na Ria de Vigo.
O dragão tinha o mesmo nome que o barco medieval chamado coca, destinado ao transporte de carga e passageiros, mas que também participava nos frequentes ataques dos piratas às vilas costeiras.
Na Catalunha este ser é chamado de "cuca" ou "cucafera"  e a sua mais antiga referência foi documentada em 1457. É uma figura zoomórfica com o corpo de uma tartaruga e chifres ao longo da coluna, tem garras e cabeça de dragão. A lenda conta que ela tinha que comer todas as noites ao jantar três gatos e três crianças.
A cobra é o primeiro estado do desenvolvimento da coca.
O papel de assustar meninos estendeu-se até ao Brasil, levado pelos primeiros colonizadores, onde a coca é também conhecida por um outro sinónimo: Cuca.
| “ | A Cuca ou a Coca é um ente velho, muito feio, desgrenhado, que aparece durante a noite para levar consigo os meninos inquietos, insones ou faladores. Para muitos a Coca ou Cuca é apenas uma ameaça de perigo informe. Amedronta pela deformidade. Não sabe como seja o fantasma. A maioria, porém, identifica-a como uma velha, bem velha, enrugada, de cabelos brancos, magríssima, corcunda e sempre ávida pelas crianças que não querem dormir cedo e fazem barulho. É um fantasma noturno. Figura em todo o Brasil nas canções de ninar. Não há sobre ele episódios nem localizações. Está em toda a parte, mas nunca se disse quem carregou e como o faz. Conduz a criança num saco. Leva nos braços. Some-se imediatamente depois de fazer a presa. Pertence ao ciclo dos pavores infantis que a Noite traz.[87] | ” |
"Para Câmara Cascudo [...], a cuca pode ter três origens. De Santa Coca que aparecia nas procissões da província do Minho, em Portugal. Também no Minho, coca é o nome popular de abóbora que, assim como em nossos dias, era perfurada desenhando-se nela os contornos dos olhos e da boca, e colocando-se uma vela acesa dentro. A terceira possível origem é a partir de “Farricoco”, personagem amedrontador, vestido com uma túnica que acompanhava a procissão de Passos, no Algarve, também em Portugal."

## Capa (traje)

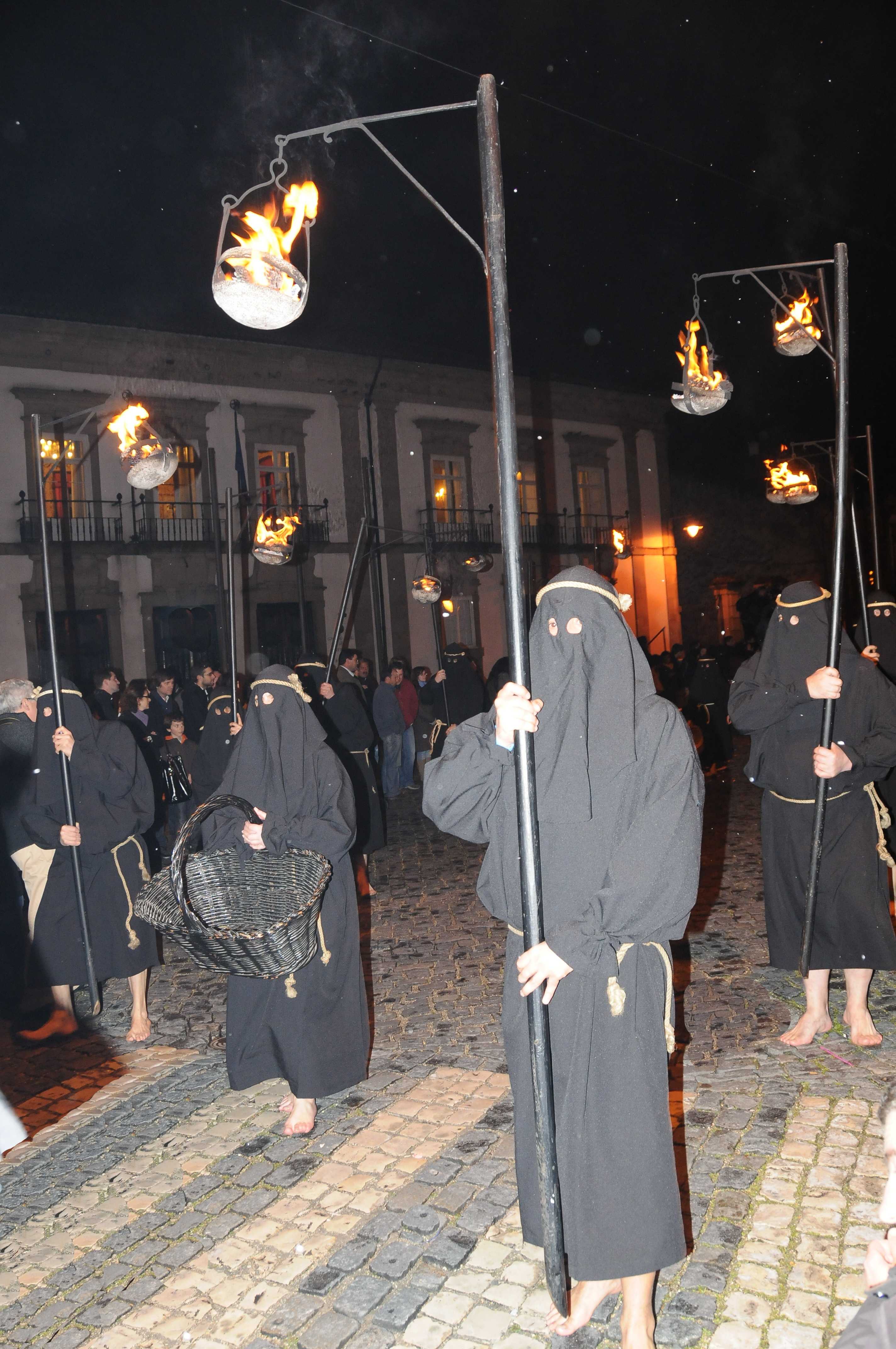
O Farricoco na Procissão "Ecce Homo" na Quinta-Feira Santa, em Braga, Portugal

Coca é o nome que se dava à capa ou traje com um capuz que cobria o rosto. Era também o nome do vestido de noiva, tradicionalmente de cor preta, com capuz, que ainda se usava no início do século XX.
Camilo Castelo Branco relembrava com saudade o poder sedutor da coca:
"Ai! Eu ainda conheci mulheres formosas de mantilha. A graça com que elas a apanhavam e refegavam na cintura! Como as nalgas se relevavam redondas debaixo do lapim! E o bamboar dos cabelos anelados sob o docel negro e arqueado da côca..."; [...] "Quando elas tornarem, saiba o século XXI que fui eu quem nesta anarquia de modas francesas, comemorou com saudade a majestosa veste com que nossas avós se fizeram queridas de seus maridos e de outros."
Por seu lado, Teófilo Braga achava um curiosíssimo costume as noivas vestidas de coca:
"Ao contrário do que geralmente se observa por toda a parte do país, em algumas pequenas vilas e aldeias do distrito de Portalegre, como Arronches e outras, usa-se o curiosíssimo costume das noivas irem casar de coca ou mantilha preta e vestido da mesma cor, exactamente com o mesmo esquisito trajo com que vão à igreja noutras ocasiões. As madrinhas aparecem vestidas de igual forma. Nada menos elegante nem mais impróprio. Faz lembrar o «Noivado do Sepulcro»."
Nas Viagens do Barão de Rozmital, de 1465 a 1467, encontram-se algumas referências ás tradições fúnebres da época: "...os parentes do morto acompanham o funeral vestidos de roupas brancas próprias dos enterros com capuzes à maneira dos monges, com o qual vestuário se vestem de um modo admirável. Aquelles porém, que são assalariados para carpirem o defuncto vão vestidos com roupa preta, e fazem um pranto como o d'aquelles que entre nós pulam de contentes ou estão alegres por terem bebido."
Em Portimão nas celebrações da Semana Santa, durante a  “procissão dos Passos", organizada pela Misericórdia, o arauto, um homem vestido de negro com uma capa e um capuz, que tinha três buracos correspondentes aos olhos e boca, a cobrir a sua cara, que liderava a procissão e anunciava a morte de Cristo, era chamado quer de coca, farnicoco, (farricunco, farricoco do Latim far, farris e coco) ou morte. Dava-se o nome de coca quer à capa quer ao homem que a vestia.
Em 1498, o rei Manuel I deu permissão aos irmão da Misericórdia para que todos os anos no Dia de Todos-os-Santos
recolhessem os ossos e os restos mortais, deixados no cadafalso, daqueles que tinham sido condenados à morte, e lhes dessem uma sepultura.
A irmandade, durante a Procissão dos Ossos, era seguida pelos farricocos que levavam as tumbas e recolhiam os ossos dos condenados. O farricoco era o tumbeiro da Misericórdia que levava os defuntos para a sepultura.
A aquarela de Adrien-Aimée Taunay designada "Vestimentas de São Paulo", de 1825, retrata duas senhoras com trajes de coca.

## Literatura

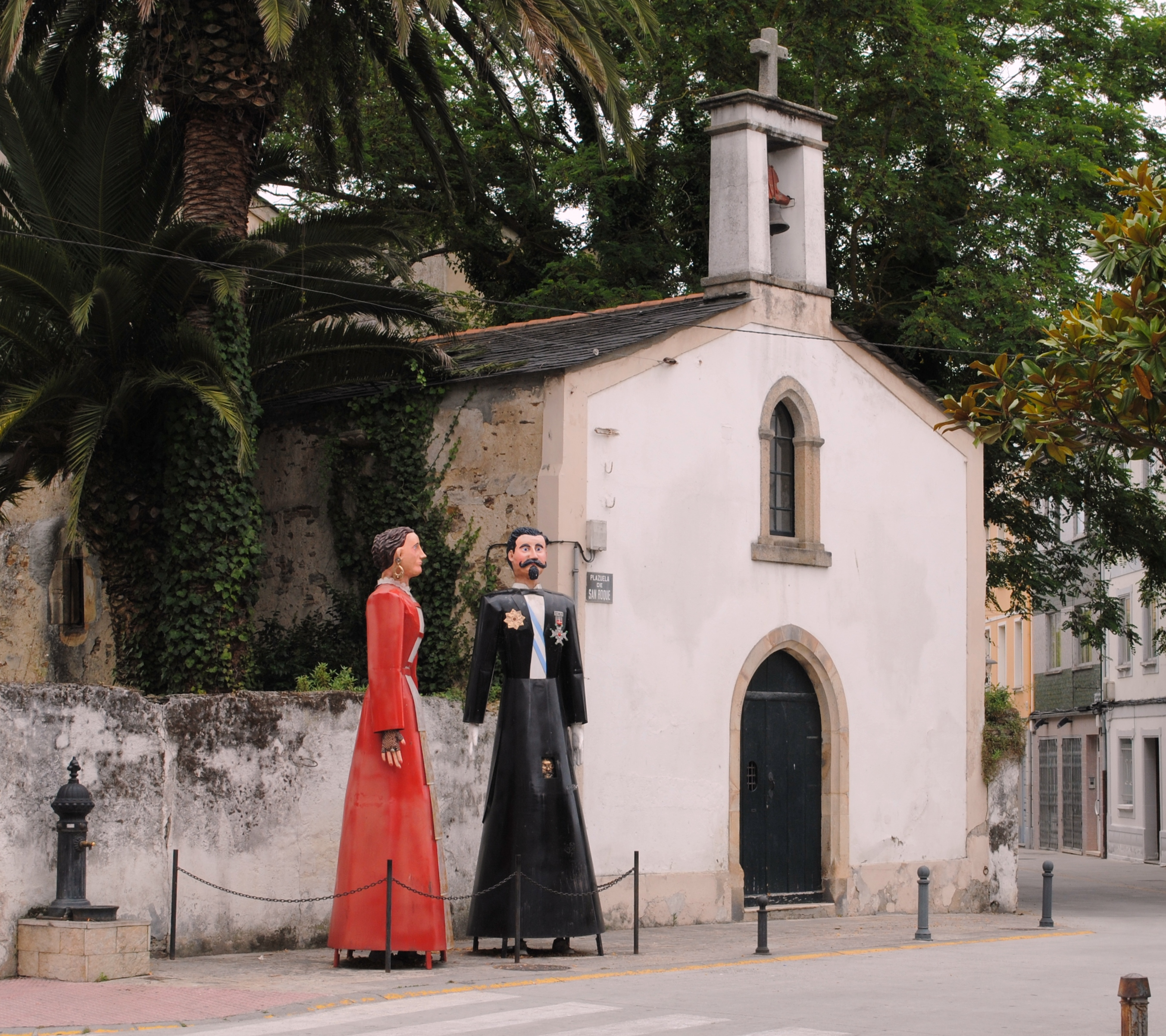
Os cocos, representação gigante do coco e da coca de Ribadeo, na Galiza.

Na literatura oral a coca é tema das cantigas de embalar, tal como o bicho-papão que rouba criancinhas ou a Maria-da-Manta que tem fogo nos olhos, é um ser que assusta as crianças, está sempre à espreita (está sempre à coca), e impede que o sono chegue. O sono é muitas vezes personificado por um outro ser mítico, o João Pestana.
“Vai-te coca vai-te coca
Para cima do telhado
Deixa dormir o menino
Um soninho descansado.”
No Auto da Barca do Purgatório (1518), de Gil Vicente, um menino identifica o diabo como o "coco" :
“Mãe e o coco está ali
queres vós estar quedo co'ele?
Demo: Passa passa tu per i.
Menino: E vós quereis dar em mi
Ó demo que o trouxe ele."

## Gigantes
Em Ribadeo  o coco e a coca são representados por dois gigantes.
O mito do coco também se espalhou pelos países de língua castelhana.
Nos Estados Unidos, a abóbora decorada é chamada de Jack-o'-lantern, nome de um personagem do folclore europeu de países de língua inglesa.